# Paweł Tống Viết Bường
Paweł Tống Viết Bường (wiet. Phaolô Tống Viết Bường) (ur. 1773 r. w Hue w Wietnamie – zm. 23 października 1833 r. w Sajgonie w Wietnamie) – męczennik, święty Kościoła katolickiego.
Paweł Tống Viết Bường urodził się w Hue. Jego rodzicami byli Mikołaj Tống Viết Giảng i Maria Lương. Paweł Tống Viết Bường był kapitanem gwardii cesarza Minh Mạng. Był dwukrotnie żonaty i miał 12 dzieci. Jako chrześcijanin został aresztowany w 1832 r., zdegradowany i po kilku miesiącach ścięty.
Dzień wspomnienia: 24 listopada w grupie 117 męczenników wietnamskich.
Beatyfikowany 27 maja 1900 r. przez Leona XIII. Kanonizowany przez Jana Pawła II 19 czerwca 1988 r. w grupie 117 męczenników wietnamskich.